# Run (Nicole Scherzinger)
Run è un singolo della cantante statunitense Nicole Scherzinger, pubblicato nel 2014 ed estratto dall'album Big Fat Lie.
La canzone è stata scritta da Felix Snow, Justin Tranter e Julia Michaels.

## Tracce
- Download digitale

1. Run – 3:30